# Tiana Lynn
Pour les articles homonymes, voir Lynn.
Tianna Lynn, née le 1er septembre 1983 à Tucson, Arizona, est une actrice pornographique américaine.

## Biographie
Quand elle était jeune elle a rêvé être une Playmate.
En 2003, elle débute dans les films X, très vite elle se fait connaitre dans le style Squirt (Femme fontaine) de Mark Ashley.
Tianna Lynn fait des scènes hard, ses films sont réservés à un genre de public particulier ou l'éjaculation féminine est le principal sujet.
Elle dit : I was still kind of embarrassed by my sexuality, I'm not going to lie.
Je ne vais pas vous mentir, j'ai toujours été gênée par ma sexualité.
Elle a souvent travaillé pour Elegant Angel Productions dans lequel elle est directrice.

## Récompenses et nominations
- 2005 XRCO Awards, Orgasmic Oralist (2005) (nommée)
- Rog Awards (Critics Choice)[2]
- 2005 AVN Award nommée – Best All-Girl Sex Scene, Video – Cytherea Iz Squirtwoman[3]
- 2006 AVN Award nommée – Best Oral Sex Scene, Video – Feeding Frenzy 6
- 2006 AVN Award nommée – Most Outrageous Sex Scene – Swallow My Squirt
- 2006 AVN Award nommée – Best All-Girl Sex Scene, Video – Supersquirt 2